# Gyuudon
Gyuudon (牛丼) er en populær japansk ret, der består af en skål ris, kogt oksekød og løg i en mild sød sovs. Sovsen krydres med sojasovs og risvinen mirin. Retten serveres ofte med indlagt ingefær og misosuppe.
Navnet er sammensat af gyuu ("kvæg", kort for gyuuniku = oksekød) og don, kort for donburi, der betegner en stor skål ris med grøntsager, kød eller lignende.
Gyuudon tilbydes på mange japanske restauranter. Enkelte fast food-kæder har desuden specialiseret sig i denne ret, med Yoshinoya som den største af disse kæder i Japan. Gyuudon kan også findes i mange kinesiske byer som for eksempel Guangzhou. Den største kinesiske kæde, der har specialiseret sig i gyuudon, er Kung Fu.
11. februar 2004 måtte Yoshinoya og de fleste af deres konkurrenter indstille salget af gyuudon på grund af BSE-krisen og det efterfølgende importforbud for amerikansk oksekød. Indtil importforbudet blev ophævet i september 2006 solgte Yoshinoya i stedet en lignende ret baseret på svinekød kaldet butadon (豚丼)